# Shervoni Mabatshoev
Shervoni Mabatshoev (in tagico Шервони Увайдоевич Мабатшоев?; Dushanbe, 4 dicembre 2000) è un calciatore tagiko, attaccante del Kəpəz e della nazionale tagika.

## Carriera

### Club
Ha iniziato la propria carriera nelle file del Barqi. Nel 2019 è passato al CSKA Dušanbe. Il 19 luglio 2021 si è trasferito all'Istiklol.

### Nazionale
Ha debuttato in Nazionale maggiore il 13 dicembre 2018, nell'amichevole Oman-Tagikistan (2-1), subentrando a Muḩammadçon Raḩimov al minuto 77. Ha messo a segno le sue prime due reti con la selezione tagika l'8 giugno 2022, in Tagikistan-Birmania (4-0), siglando il gol del momentaneo 1-0 al minuto 9 del primo tempo e quello del momentaneo 3-0 al minuto 57. Ha partecipato, con la selezione tagika, alla CAFA Nations Cup 2023 e alla Coppa d'Asia 2023. È sceso in campo, inoltre, nelle qualificazioni ai Mondiali 2026 e nelle qualificazioni alla Coppa d'Asia 2023.

## Statistiche

### Cronologia presenze e reti in nazionale
Statistiche aggiornate all'11 dicembre 2024.

| Cronologia completa delle presenze e delle reti in nazionale ― Tagikistan | Cronologia completa delle presenze e delle reti in nazionale ― Tagikistan | Cronologia completa delle presenze e delle reti in nazionale ― Tagikistan | Cronologia completa delle presenze e delle reti in nazionale ― Tagikistan | Cronologia completa delle presenze e delle reti in nazionale ― Tagikistan | Cronologia completa delle presenze e delle reti in nazionale ― Tagikistan | Cronologia completa delle presenze e delle reti in nazionale ― Tagikistan | Cronologia completa delle presenze e delle reti in nazionale ― Tagikistan |
| Data                                                                      | Città                                                                     | In casa                                                                   | Risultato                                                                 | Ospiti                                                                    | Competizione                                                              | Reti                                                                      | Note                                                                      |
| ------------------------------------------------------------------------- | ------------------------------------------------------------------------- | ------------------------------------------------------------------------- | ------------------------------------------------------------------------- | ------------------------------------------------------------------------- | ------------------------------------------------------------------------- | ------------------------------------------------------------------------- | ------------------------------------------------------------------------- |
| 13-12-2018                                                                | Mascate                                                                   | Oman                                                                      | 2 – 1                                                                     | Tagikistan                                                                | Amichevole                                                                | -                                                                         | 77’                                                                       |
| 16-12-2018                                                                | Mascate                                                                   | Oman                                                                      | 1 – 0                                                                     | Tagikistan                                                                | Amichevole                                                                | -                                                                         | 81’                                                                       |
| 16-11-2021                                                                | Astana                                                                    | Kazakistan                                                                | 1 – 0                                                                     | Tagikistan                                                                | Amichevole                                                                | -                                                                         | 80’ 85’                                                                   |
| 8-6-2022                                                                  | Bishkek                                                                   | Tagikistan                                                                | 4 – 0                                                                     | Birmania                                                                  | Qual. Coppa d'Asia 2023                                                   | 2                                                                         | 73’                                                                       |
| 11-6-2022                                                                 | Bishkek                                                                   | Singapore                                                                 | 0 – 1                                                                     | Tagikistan                                                                | Qual. Coppa d'Asia 2023                                                   | 1                                                                         | 88’                                                                       |
| 14-6-2022                                                                 | Bishkek                                                                   | Kirghizistan                                                              | 0 – 0                                                                     | Tagikistan                                                                | Qual. Coppa d'Asia 2023                                                   | -                                                                         |                                                                           |
| 22-9-2022                                                                 | Chiang Mai                                                                | Trinidad e Tobago                                                         | 1 – 2                                                                     | Tagikistan                                                                | Amichevole                                                                | 1                                                                         | 90+4’                                                                     |
| 25-9-2022                                                                 | Chiang Mai                                                                | Malaysia                                                                  | 0 – 0 (0 - 3 dtr)                                                         | Tagikistan                                                                | Amichevole                                                                | -                                                                         |                                                                           |
| 17-11-2022                                                                | Dushanbe                                                                  | Tagikistan                                                                | 0 – 0                                                                     | Russia                                                                    | Amichevole                                                                | -                                                                         | 90+4’                                                                     |
| 25-3-2023                                                                 | Abu Dhabi                                                                 | Emirati Arabi Uniti                                                       | 0 – 0                                                                     | Tagikistan                                                                | Amichevole                                                                | -                                                                         | 74’                                                                       |
| 28-3-2023                                                                 | Kuwait City                                                               | Kuwait                                                                    | 2 – 1                                                                     | Tagikistan                                                                | Amichevole                                                                | -                                                                         | 62’                                                                       |
| 11-6-2023                                                                 | Tashkent                                                                  | Tagikistan                                                                | 1 – 1                                                                     | Turkmenistan                                                              | CAFA Nations Cup 2023 - Gironi                                            | -                                                                         | 64’                                                                       |
| 17-6-2023                                                                 | Tashkent                                                                  | Uzbekistan                                                                | 5 – 1                                                                     | Tagikistan                                                                | CAFA Nations Cup 2023 - Gironi                                            | -                                                                         | 65’                                                                       |
| 16-11-2023                                                                | Dushanbe                                                                  | Tagikistan                                                                | 1 – 1                                                                     | Giordania                                                                 | Qual. Mondiali 2026                                                       | -                                                                         | 90+3’                                                                     |
| 21-11-2023                                                                | Islamabad                                                                 | Pakistan                                                                  | 1 – 6                                                                     | Tagikistan                                                                | Qual. Mondiali 2026                                                       | -                                                                         | 84’                                                                       |
| 4-1-2024                                                                  | Abu Dhabi                                                                 | Hong Kong                                                                 | 1 – 2                                                                     | Tagikistan                                                                | Amichevole                                                                | -                                                                         |                                                                           |
| 13-1-2024                                                                 | Doha                                                                      | Cina                                                                      | 0 – 0                                                                     | Tagikistan                                                                | Coppa d'Asia 2023 - Gironi                                                | -                                                                         | 90+6’                                                                     |
| 17-1-2024                                                                 | Lusail                                                                    | Qatar                                                                     | 1 – 0                                                                     | Tagikistan                                                                | Coppa d'Asia 2023 - Gironi                                                | -                                                                         | 82’                                                                       |
| 22-1-2024                                                                 | Doha                                                                      | Tagikistan                                                                | 2 – 1                                                                     | Libano                                                                    | Coppa d'Asia 2023 - Gironi                                                | -                                                                         | 72’                                                                       |
| 28-1-2024                                                                 | Al Rayyan                                                                 | Tagikistan                                                                | 1 – 1 (5 - 3 dtr)                                                         | Emirati Arabi Uniti                                                       | Coppa d'Asia 2023 - Ottavi di finale                                      | -                                                                         | 85’                                                                       |
| 2-2-2024                                                                  | Al Rayyan                                                                 | Tagikistan                                                                | 0 – 1                                                                     | Giordania                                                                 | Coppa d'Asia 2023 - Quarti di finale                                      | -                                                                         |                                                                           |
| 21-3-2024                                                                 | Riyad                                                                     | Arabia Saudita                                                            | 1 – 0                                                                     | Tagikistan                                                                | Qual. Mondiali 2026                                                       | -                                                                         | 73’                                                                       |
| 26-3-2024                                                                 | Dushanbe                                                                  | Tagikistan                                                                | 1 – 1                                                                     | Arabia Saudita                                                            | Qual. Mondiali 2026                                                       | -                                                                         | 52’                                                                       |
| 6-6-2024                                                                  | Amman                                                                     | Giordania                                                                 | 3 – 0                                                                     | Tagikistan                                                                | Qual. Mondiali 2026                                                       | -                                                                         | 71’                                                                       |
| 11-6-2024                                                                 | Dushanbe                                                                  | Tagikistan                                                                | 3 – 0                                                                     | Pakistan                                                                  | Qual. Mondiali 2026                                                       | 1                                                                         | 73’                                                                       |
| 13-11-2024                                                                | Dushanbe                                                                  | Tagikistan                                                                | 4 – 0                                                                     | Nepal                                                                     | Amichevole                                                                | 2                                                                         |                                                                           |
| 19-11-2024                                                                | Dushanbe                                                                  | Tagikistan                                                                | 3 – 1                                                                     | Afghanistan                                                               | Amichevole                                                                | -                                                                         | 83’                                                                       |
| Totale                                                                    |                                                                           | Presenze                                                                  | 29                                                                        |                                                                           | Reti                                                                      | 6                                                                         |                                                                           |

## Palmarès

### Club

#### Competizioni nazionali
- Campionato tagiko di calcio: 4

Istiklol: 2021, 2022, 2023, 2024
- Supercoppa del Tagikistan: 3

Istiklol: 2021, 2022, 2024
- TFF Cup: 1

Istiklol: 2021
- Coppa del Tagikistan: 2

Istiklol: 2022, 2023